# 1917 в Україні

## Пам'ятні дати та ювілеї
- 800 років — з часу укладення «Повчання» Володимира Мономаха у 1117 році.
- 250 років — з часу укладення між Московською державою та Річчю Посполитою Андрусівського перемир'я у 1667 році.
- 200 років — з часу укладення Вільшанської польсько-козацької угоди, за якою козаки, не внесені до реєстру, повинні були повернутися під владу шляхти у 1717 році.
- 100 років — з часу створення перших військових поселень у Слобідсько-Українській губернії у 1817 році.
- 100 років — з часу початку повстання бузьких козаків на Херсонщині у 1817 — 1818 роках.
- 50 років — з часу конституційного оформлення дуалістичної Австро-Угорської імперії у 1867 році.

### Видатних особистостей
- 100 років з дня народження Івана Костянтиновича Айвазовського, видатного українського[1] та російського[2] художника-мариніста та баталіста вірменського походження.
- 100 років з дня народження Миколи Івановича Костомарова, видатного українського[3][4][5][6][7] історика, етнографа, прозаїка, поета-романтика, громадського діяча, етнопсихолога[8][9][10].

## Події
- 15 березня:
  - російський імператор Микола II після переговорів з представниками Державної думи від свого імені і від імені свого малолітнього сина Олексія зрікся престолу на користь свого брата Михайла, чия відмова наступного дня від коронації привела до падіння самодержавства в Росії.
  - утворено Тимчасовий уряд на чолі з князем Георгієм Львовим.
- 17 — 20 березня — у Києві створено Українську Центральну Раду. Головою Ради заочно був обраний відомий історик Михайло Грушевський, який на той час ще не повернувся із заслання.
- 1 квітня:
  - за ініціативою Центральної ради у Києві пройшла 100-тисячна маніфестація патріотичних сил на підтримку Української революції, а на Софійській площі відбулось народне віче, яке прийняло розроблені Центральною Радою резолюції про скликання Установчих зборів для вирішення справи автономії України під гаслами «Вільна Україна — Великій Росії!», «Автономію Україні!».
  - обрано керівні органи Центральної Ради: Голова — М. Грушевський, заступники — Сергій Єфремов і Володимир Винниченко. Для роботи в міжсесійний період було обрано Малу Раду в складі 20 осіб.
- 19 — 21 квітня — у Києві відбувся Всеукраїнський національний конгрес — перший представницький форум українського руху, який перетворив Українську Центральну Раду з київської на загальноукраїнську організацію.
- 18 — 21 травня — в Києві відбувся Перший військовий з'їзд, на якому близько 700 делегатів від усіх партій, флотів та гарнізонів висловили підтримку ЦР та обрали Військовий генеральний комітет на чолі з Симоном Петлюрою.
- 18 травня — у Львові утворено Головну українську Раду, яка очолила політичні і національні сили Галичини на шляху до створення незалежної Західноукраїнської Народної республіки.
- 18 червня — у Києві розпочав роботу II Всеукраїнський військовий з'їзд під головуванням Володимира Винниченка, у роботі якого взяло участь 2308 делегатів з усіх фронтів, флотів і флотилій, а також запасних частин. На з'їзді було обрано Тимчасову Раду Військових Депутатів у складі 132 чоловік, яка увійшла до складу Української Центральної Ради. Симон Петлюра був переобраний Головою Українського Генерального військового комітету.
- 23 червня — Комітет (Мала Рада) Центральної Ради ухвалила текст Першого Універсалу до українського народу («Універсал Української Центральної Ради до українського народу, на Україні й поза Україною сущого»), котрий проголошував національно-територіальну автономію України в складі Росії.
- 24 червня — у Києві на вщерть заповненій Софіївській площі Володимир Винниченко зачитав текст I Універсалу Центральної Ради.
- 28 червня — Мала Рада Української Центральної Ради на своєму засіданні ухвалила створення першого уряду України Генерального секретаріату і передав йому виконавчі функції. Перший склад Генерального секретаріату, на чолі якого став Володимир Винниченко, складався з 8 генеральних секретарів та генерального писаря.
- 9 липня — Створено Президію Центральної Ради на чолі з Михайлом Грушевським.
- 12 липня — до Києва прибула делегація Тимчасового уряду Росії у складі О. Керенського, І. Церетелі, М. Терещенка з ціллю налагодити відносини з Центральною Радою.
- 16 липня — на урочистому засіданні Генерального Секретаріату в Педагогічному музеї глава уряду Володимир Винниченко виголосив ухвалений Центральною радою Другий Універсал, що зафіксував домовленості між Центральною Радою та Тимчасовим урядом (після отримання телеграми Тимчасового уряду Росії) про визнання права України на автономію, а УЦР та Генеральний секретаріат — органами державної влади в Україні. В той же час Центральна Рада змушена була погодитися на те, що остаточно питання про форму автономії буде вирішено Всеросійськими Установчими зборами, та визнати, що Україна не претендує на повну державну незалежність.
- 17 липня — початок збройного виступу вояків Другого українського козачого полку імені гетьмана Павла Полуботка та членів Українського військового клубу імені Полуботка з метою проголошення незалежності України через нерішучу національну та військову політику Української Центральної Ради. У виступі взяло участь близько 10 тисяч військових, яких підтримала більшість киян. Завдяки злагодженим та скоординованим діям Центральної Ради та керівництва Київського військового округу (КВО), виступ було придушено, а його учасників вислано на фронт.
- 17 серпня — «Тимчасові інструкції…» Тимчасового уряду Генеральному Секретаріату, які позбавляли УЦР законодавчих прав та перетворювали в орган Тимчасового уряду та зменшив українську територію до 5 губерній (Київської, Волинської, Подільської, Полтавської та Чернігівської).
- 21 — 28 вересня — у Києві проходив З'їзд народів Росії.
- 27 вересня — проголошення курсу Української Центральної Ради на «здійснення суцільної автономії» України у Декларації Генерального секретаріату Української Центральної Ради.
- 7 листопада — Євген Коновалець спільно з Р.Дашкевичем та іншими членами Галицько-Буковинського Комітету сформував Галицько-Буковинський Курінь Січових Стрільців.
- 8 листопада — встановлення радянської влади у Луганську, Краматорську та низці інших міст Донбасу.
- 8 — 13 листопада — збройна боротьба за владу в Києві після падіння Тимчасового уряду внаслідок жовтневого перевороту, що закінчилася перемогою Української Центральної Ради.
- 9 листопада — Центральна Рада прийняла резолюцію «Про владу в країні», де підкреслювалася необхідність переходу влади «до рук всієї революційної демократії», але не до Рад робітничих і солдатських депутатів, а також засуджувалося повстання в Петрограді. У відповідь українські більшовики заявили про вихід з Малої Ради і на засіданні Рад робітничих і солдатських депутатів створили військово-революційний комітет.
- 20 листопада — Центральна Рада видала Третій Універсал, яким проголосила Українську Народну Республіку (на території Волинської, Катеринославської, Київської, Подільської, Полтавської, Таврійської (без Криму), Харківської, Херсонської, Чернігівської губерній) у складі федеративної Росії.
- 9 грудня — у Залі суду Ханського палацу в Бахчисараї розпочалися засідання кримського Курултаю.
- 13 грудня — Генеральний секретаріат роззброїв і вислав з Києва пробільшовицьки налаштовані частини міського гарнізону.
- 17 грудня — Центральна Рада отримала урядову телеграму з Петрограда від Володимира Леніна і Лева Троцького, в котрій більшовицькі лідери Росії зазначили, що Раднарком «… визнає Українську Народну Республіку, її право цілком відокремитися від Росії… зараз же, без обмеження та безумовно», але за ультимативних вимог пропустити більшовицькі війська на Південний фронт для боротьби з Каледіним, не пропускати білогвардійські війська, що рухаються на Дон і Урал та припинити роззброєння радянських військ та Червоної гвардії. Цей ультиматум, що був розцінений як втручаня у внутрішні справи УНР, був відкинутий з'їздом Рад селянських, робітничих і солдатських депутатів, що пройшов 20 грудня, і Росія для наведення «революційного порядку» кинула проти УНР тридцятитисячне угруповування Червоної Армії на чолі з В.Антоновим-Овсієнком, О.Єгоровим і М.Муравйовим.
- 17 — 19 грудня — у Києві проходив Всеукраїнський з'їзд рад (совітів), скликаний за ініціативою більшовицьких організацій, які прагнули використати його для переобрання складу і керівництва Української Центральної Ради або передачі влади радам. Завершився підтримкою чинної Центральної Ради і її курсу, проголошеному в Третьому Універсалі.
- 18 грудня — у Києві відбулося урочисто відкрито Українську академію мистецтв. Її ректором був обраний художник Федір Кричевський.
- 20 грудня — Українська Центральна Рада відправила відповідь за підписом Володимира Винниченка та Симона Петлюри Раді народних комісарів Радянської Росії, якою відхилила ультиматум, висунутий 17 грудня, — це стало приводом до початку Російсько-української війни.
- 23 грудня — більшовицькі частини роззброїли українізовані частини та встановили радянську владу у Харкові.
- 25 грудня:
  - у Харкові з'їзд Рад України, проведений 60-а делегатами III з'їзду Рад Донецького та Криворізького басейнів і 124-а членами РСДРП(б), котрі 17 грудня демонстративно залишили засідання Всеукраїнського з'їзду Рад, який підтримав діяльність Центральної Ради, проголосив Україну Республікою Рад робітничих, солдатських і селянських депутатів (офіційна назва — Українська Народна Республіка), визнав її федеративною частиною Російської Республіки, поширивши на неї чинність ленінських декретів.
  - обрано Всеукраїнський Центральний Виконавчий Комітет (ВУЦВК) на чолі з соціал-демократом Юхимом Медвєдєвим.
- 26 грудня — ВУЦВК сформував перший український радянський уряд — Народний секретаріат — на чолі з Миколою Скрипником. Народний секретаріат одразу ж оголосив про поширення дії в Україні декретів російського Раднаркому.
- 30 — 31 грудня — ВУЦВК опублікував маніфест про повалення Центральної Ради і Генерального секретаріату та створив крайовий комітет боротьби з контрреволюцією. Більшовицькі війська почали наступ на Донбас і південь України.

## Особи

### Народились
- 13 січня — Ліфшиць Ілля Михайлович, радянський фізик-теоретик, автор фундаментальних праць з фізики твердого тіла, фізики низьких температур, квантової механіки і квантової статистики (СРСР). Академік АН СРСР (1970) і АН УРСР (1967).
- 24 лютого — Тетяна Нилівна Яблонська, український живописець, народний художник УРСР (1960).
- 1 березня — Миросла́в Іва́нович Антоно́вич, український співак (баритон), хоровий диригент і музикознавець, доктор музикології.
- 17 березня — Заваров Олексій Іванович, український архітектор, один з авторів проекту післявоєнної забудови Хрещатика. Член-кореспондент Академії мистецтв України (2001), народний архітектор Української РСР (1984), лауреат Державної премії України в галузі науки і техніки (1986). Член-кореспондент Академії містобудування СРСР, почесний член Української академії архітектури.
- 7 квітня — Сак Юрій Михайлович, український вчений, доктор філологічних наук, професор, знавець класичних мов.
- 23 квітня — Цвєткова Валентина Петрівна, український живописець, заслужений художник УРСР — 1985, народний художник України — 1997, з 1960 — член НСХУ. Нагороджена орденами Слави, Вітчизняної війни, орденом Княгині Ольги — 2007, медалями «За трудову відзнаку» та «За доблесну працю».
- 17 травня — Єгоров Євген Павлович, український графік та живописець, 1958 — член Спілки художників УРСР, 1974 — професор, заслужений діяч мистецтв УРСР.
- 22 травня — Тесленко Костянтин Маркович, український письменник. Племінник письменника Архипа Тесленка[11].
- 7 червня — Масик Володимир Ілліч, український графік і живописець. Заслужений художник Української РСР (1977).
- 18 серпня — Бородай Василь Захарович, український скульптор, Народний художник СРСР і УРСР, дійсний член Академії мистецтв СРСР (з 1973 року) і Академії мистецтв України (з 1997 року).
- 14 вересня — Бандера Ярослава Василівна, українська політична діячка, керівник жіночої мережі і юнацтва ОУН, дружина Провідника ОУН Степана Бандери, керівник жіночої мережі і юнацтва ОУН.
- 1 жовтня — Сереженко Михайло Гнатович, радянський історик, краєзнавець, ветеран педагогічної праці, учасник Другої світової війни.
- 7 листопада — Рибчинський Ігор Всеволодович, український режисер та актор, народний артист УРСР (1975).
- 25 листопада — Михайло Григорович Івасюк, український письменник, літературознавець, громадський та культурний діяч, батько Володимира Івасюка.
- 29 листопада, Коцеба Григорій Андрійович, радянський військовий льотчик, учасник Німецько-радянської війни, Герой Радянського Союзу.
- 7 грудня — Лавриненко Микола Васильович, радянський діяч органів державної безпеки, начальник військ Західного прикордонного округу КДБ УРСР, генерал-лейтенант. Депутат Верховної Ради УРСР 9-10-го скликань. Член ЦК КПУ в 1976 — 1981 р.
- 22 грудня — Окса́на Андрі́ївна Банде́ра, український педагог, громадсько-культурна діячка, сестра Степана Бандери.
- 24 грудня — Мамонтова Віра Олексіївна, український ентомолог, фахівець з систематики попелиць, доктор біологічних наук (1976), завідувач відділу екології та фауни комах Інституту зоології імені І. І. Шмальгаузена НАН України (1977—1982). Лауреат Державної премії УРСР в галузі науки і техніки (1977)

1917 рік
- Олександр Микитович Андреєв, український радянський діяч, перший секретар Черкаського обкому КПУ, депутат Верховної Ради СРСР 7—9-го скликань, депутат Верховної Ради УРСР 6-го скликання.
- Гуревич Мануїл Захарович, радянський український архітектор.

### Померли
- 27 січня — Левченко Петро Олексійович, український живописець-пейзажист, графік, майстер інтер'єрних композицій.
- 25 лютого — Забіла Пармен Петрович, український скульптор, академік Імператорської Санкт-Петербурзької академії мистецтв.
- 12 березня — Хижняков Василь Михайлович, міський голова Чернігова (1875-1887) та гласний міської думи, голова Чернігівської губернської земської управи (1886-1896), викладач Чернігівської класичної чоловічої гімназії, гласний чернігівських губернського та повітового земських зібрань.
- 10 травня — Алчевський Іван Олексійович, український співак (ліричний тенор), громадський діяч; організатор, голова українського літературно-мистецького товариства «Кобзар» (Москва).
- 5 червня — Ду́дченко (Ковбасенко) Іва́н Степа́нович, український та російський лікар-епідеміолог, мікробіолог, відомий дослідник чуми в Забайкаллі.
- 24 червня — Ярошенко Семен Петрович, політичний діяч і математик. Доктор наук. Гласний Одеської міської думи у трьох скликаннях, міський голова Одеси з 2 по 11 травня 1905 року. Ректор Імператорського Новоросійського університету (сьогодні — Одеський національний університет імені І. І. Мечникова) (1881—1890).
- 8 жовтня — Сергій Іванович Васильківський, український живописець, пейзажист, баталіст.
- 26 жовтня — Левицький Григорій Васильович, український та російський астроном.
- 28 грудня — Амалицький Володимир Прохорович, український геолог і палеонтолог.

1917 рік
- Бурлюк Володимир Давидович, український живописець, який малював у стилях сецесія та кубофутуризм.
- Вільшанський Микола Іванович (Животко), український режисер та актор; театри Саксаганського, Садовського, Веселий жарт (Київ); ролі у виставах (Дві сім'ї, Жидівка-вихрестка); постановки у Руському театрі (Львів): Сватання на Гончарівці, Дві сім'ї.
- Міхновський Юрій Іванович, брат Миколи Міхновського — видатного українського політичного та громадського діяча.
- Шемет Микола Михайлович, український громадський та політичний діяч, журналіст. Один з засновників Української Народної Партії.

## Засновані, створені
- 17 березня — створено Українську Центральну Раду.
- 28 червня — створення першого уряду України Генерального секретаріату на чолі з Володимиром Винниченком.
- 18 грудня — урочисте відкриття Української академії мистецтв.

1917 рік
- Харківська консерваторія на базі музичного училища, що існувало з 1883 року під егідою Харківського відділення Імператорського російського музичного товариства.

## Зникли, скасовані
- 15 березня — російський імператор Микола II зрікся престолу, що привело до падіння самодержавства в Росії.